# Leszek Herman
Leszek Herman, Lesław Piotr Herman (ur. 10 kwietnia 1967 w Szczecinie) – polski pisarz i architekt.

## Życiorys
W 1994 r. obronił na Politechnice Szczecińskiej pracę dyplomową pt. „Renowacja zespołu pałacowego w Przelewicach”.
W latach 1993–1995 współpracował ze szczecińskim oddziałem „Gazety Wyborczej” oraz miesięcznikiem „Spotkania z Zabytkami”, w których ukazywał się cykl jego artykułów opisujących interesujące miejsca i budowle w Szczecinie i na całym Pomorzu. Teksty opatrzone były autorskimi rysunkami opisywanych obiektów.
Od 1997 roku pracował jako architekt współprowadząc Pracownię Projektową Konserwacji Zabytków w Szczecinie. Pracował m.in. przy renowacji rynku staromiejskiego w Wałczu, przebudowie na cele turystyczne wieży dowodzenia baterii „Goeben” w Świnoujściu, renowacji pałacu w Przelewicach oraz rekonstrukcji założenia pałacowego w Mierzęcinie.
Wraz z bratem Marcinem tworzy pracownię architektoniczną – studio projektowe Herman. W ramach tej działalności pracował przy wielu projektach na terenie Szczecina i Pomorza, m.in.: przy przebudowie i renowacji Starej Rzeźni w Szczecinie, renowacji kamienicy „skandynawskiej” przy al. Wyzwolenia, przebudowie byłego kina Colosseum w Szczecinie, przebudowie i renowacji pałacu w Dębinie koło Poznania. Zaprojektował wystrój wnętrz m.in.: restauracji „Venezia Trattoria Toscana”, restauracji Chrobry, pierwszych lokali z sieci Columbus Coffee wraz z projektem jednolitego wystroju i kolorystyki. Zaprojektował także rzeźbę rekina, żarłacza białego, który umieszczony został przed restauracją „Columbus” i stał się jednym z najczęściej fotografowanych przez turystów obiektów w Szczecinie.
W 2015 roku, nakładem wydawnictwa Muza, ukazała się jego debiutancka powieść Sedinum. Wiadomość z podziemi. Akcja książki zaczyna się we współczesnym Szczecinie, gdy w starych podziemiach pod nowoczesnym biurowcem odnaleziona zostaje niemiecka ciężarówka, za której kierownicą siedzi szkielet ściskający w kościach dłoni tajemniczy list. W rozwiązanie zagadki wplątana zostaje trójka głównych bohaterów – architekt Igor, dziennikarka Paulina i młody arystokrata Johann. Początkowo niewinna misja przeistacza się w niebezpieczną grę z czarnymi charakterami przyciągniętymi do miasta za sprawą sensacyjnego odkrycia w podziemiach.
W 2016 roku ukazała się kontynuacja Sedinum – Latarnia umarłych. Jej akcja rozgrywa się w okolicach Darłowa, a bohaterowie ponownie rozwiązują zagadki historyczne, tym razem sięgające czasów panowania Eryka Pomorskiego.
Trzecia z serii – Biblia diabła została wydana w 2018 roku. Powieść splata wątki historyczne związane z wojną trzydziestoletnią, upadkiem księstwa pomorskiego, polowaniami na czarownice, końcem II wojny światowej.
W 2019 roku ukazała się czwarta powieść pisarza – Sieci widma, której akcja rozgrywa się podczas nocnego rejsu do Ystad w Szwecji. Powieść nawiązuje do wątków i postaci z trzech poprzednich książek autora, jednak nie jest ścisłą kontynuacją serii.
Książki Hermana cenione są za skrupulatność i wierne przedstawienie faktów historycznych w najdrobniejszych szczegółach. Powieści określane są często jako kryminalno-przygodowe, sam autor określa swoją prozę jako przygodowo-awanturniczą.
19 maja 2016 roku odebrał nagrodę Szczecin Business Awards w kategorii Osobowość Regionu, w uznaniu za niekonwencjonalny i skuteczny sposób promowania Szczecina na kartach powieści Sedinum. W 2017 roku otrzymał tytuł honorowego Ambasadora Szczecina.

## Publikacje

### Powieści
- Sedinum. Wiadomość z podziemi (2015)[7]
- Latarnia umarłych (2016)[8]
- Biblia diabła (2018)[9]
- Sieci widma (2019)[10]
- Zbawiciel (2020)[11]
- Krzyż pański (2021)
- Szachownica (2022)
- Galeon (2023)[12]
- Bursztynowa (2024)[13]
- Ideburga. Igranie z ogniem (2025)[14]